# Торре-ді-Санта-Марія
Торре-ді-Санта-Марія (італ. Torre di Santa Maria) — муніципалітет в Італії, у регіоні Ломбардія,  провінція Сондріо.
Торре-ді-Санта-Марія розташоване на відстані близько 530 км на північний захід від Рима, 100 км на північний схід від Мілана, 8 км на північ від Сондріо.
Населення — 791 особа (2014).

## Демографія
Населення за роками:

Станом на 1 січня 2023 року в муніципалітеті офіційно проживало 13 іноземців з 7 країн, серед них 4 громадяни країн Євросоюзу та 3 громадяни України.

## Сусідні муніципалітети
- Бербенно-ді-Вальтелліна
- Бульйо-ін-Монте
- Касподжо
- Кастьоне-Андевенно
- К'єза-ін-Вальмаленко
- Монтанья-ін-Вальтелліна
- Посталезіо
- Сондріо
- Спріана